# Гула Теодор Іванович
Теодор Гула, Федір Іванович Ґула, Федір Іванович Гу́ла (іноді Хведір Ґула; нар. 7 березня 1890 року, село Носів — пом. 29 липня 1953) — український науковець і педагог, астроном-теоретик, доктор філософії.

## Життєпис
Народився 7 березня 1890 року в селі Носові Підгаєцького повіту на Тернопільщині. Батьки — Катерина та Іван Гули.
Закінчив філософський факультет Львівського університету в 1913 році. Здав професорський іспит, викладав в Українській гімназії міста Белз.
Під час Першої світової війни воював на Італійському фронті в лавах австрійської армії. У 1915—1920 рр. перебував у полоні в Італії.
Пізніше у Празі (Чехія) захистив докторську дисертацію з астрономії на тему: «Про граничну криву небесної механіки», що дозволило відкрити малу планету Сонячної системи, названу на його честь астероїдом Gula. З 1923 по 1935 роки працював професором Української гімназії та доцентом астрономії Українського високого педагогічного інституту імені Михайла Драгоманова у Празі.
У 1935—1941 роках учителював у місті Городенці, був завідувачем астрономічної обсерваторії Львівського університету.
З 1944 по 1945 року перебував у концтаборі Штрассгоф.
У 1945 році повернувся до родинного села Носів. Став працювати в Завалівській та Підгаєцькій середніх школах.
Помер 29 липня 1953 року, похований на цвинтарі в рідному Носові.

## Доробок
Автор підручників:
- «Теорія векторів» (1924, Прага)
- «Сферична астрономія» (1927, Прага)
- «Описова астрономія» (не опублікований).

Написав розвідку «Йоганнес Кеплєр» // «ЛНВ», 1931, т. 106.
Перекладав українською мовою західноєвропейську поезію (зокрема, Гомера та Гете), писав вірші.